# ترهونة
تَرهُونة مدينة ليبية تبعد عن العاصمة طرابلس ب 95 كم إلى الجنوب الشرقي، وتبدأ حدودها الجغرافية من منطقة «وادي فم ملغة» غربا إلى «بركات أوعينب» الواقعتين جغرافيا غرب مسلاتة التي تحد ترهونة شرقا. ثم من «سوق الجمعة (المصابحة)» ومنطقة الكوانين الشرفاء ومدينة القره بوللي شمالا إلى وادي «أوكرة المزاوغة والمرغنة» الذي يحد بني وليد جنوبا. تتبع مدينة ترهونة بلدية ترهونة ومسلاتة سابقا وبلدية ترهونة حالياً. وترتفع عن مستوى سطح البحر 398 مترًا.
تعتبر ترهونة أحد قبائل ليبيا حيث تتكون من 65 قبيلة، ومن ابرز القبائل الموجودة قبائل اولاد علي الذين لعبو دور كبير في الماضي وقبيلة مراغنة وقبيلة اولاد حمد واولاد معرف والشفاتره.

## أحياء ترهونة
- حي السلام
- حي الكانونيون
- حي صلاح الدين
- الحي الصناعي
- منطقة القرابعة
- حي الضمان
- حي العزايمية
- الحي الجامعي
- حي الهلال
- شعبية برييش
- شعبية الجيش
- حي عمارات طريق بني وليد
- سانية المجدوب
- شعبيات السوق
- حي القانون

أما أهم شوارعها فهي: شارع الكوانين شارع الانطلاق (طريق طرابلس) وشارع الخضراء وشارع الشرشاره وشارع السلام وشارع الجامعة وشارع بني وليد

### القرى
مجي وسيدي الصيد والخضراء والشرشارة والساقية والبركات والحواتم وفم ملغة والداوون والعزيب وسيدي معمر ودوغة والدخيلة والقومن ووشتاتة والزويتينة وقرية الاجلاص وحلق الناقة والدوايم والعوامر والقصيعة ووادي أوعيني ونزلة آل الحبشي وسوق الجمعة المصابحة وسوق الأحد و 110. المنزلية بها برج الاتصالات السلكية واللاسلكية ومدرسة جمال عبد الناصر التي أسست سنة 1973/1972 للعام الدراسي بفصل متنقل والمأسس فضيلة الشيخ عبد الحميد ميلاد العلاقي كان الراعي والداعم بكل الامكانيات وسجل عدد طلاب اول عام دراسي 12 تلميذ واول معلم هو سالم الهادي عثمان الترهوني من مواليد 1952م وستمر سنتان وفي 1973/ 1974 الاستاذ سالم أحمد (الحاج) بن ترهون هو المكلف بمهام التسير العمل الإداري والتدريس في نفس الوقت وفي العام الدراسي 1974/ 1975م الاستاذ محمود أبو زعنونه وحامد الشحمه من فلسطين من ضمن طاقم العمل في المدرسه الاستاذ سالم ابوعجيلة ومحمدامجاهد وازداد عدد الطلاب إلى 35 في الفصول الأربعة وكانت الدفعه الأولى للصف السادس للعام الدراسي 1977/ 1978 وعددهم 12 تلميذ وستمرت حتى سن1981/ 1982 استلم المبنى الجديد وقبول المرحلة الاعدادية وكان عدد التلاميذ 68طالبا والمعلمين 13 معلما وتخرج منها اول دفعه من الشهادة الإعدادية 1983/ 1984 وعددهم 18 طالب.

## الاقتصاد
تاريخيا اشتهرت ترهونة بالنشاط الزراعي لخصوبة أراضيها، وقد عرفت قديما بزراعة الزيتون منذ العصر الروماني. وتوجد آثار لمئات معاصر الزيت الحجرية في أغلب مناطق الهضبة. كما عرفت المنطقة كمركز لإنتاج وتجارة الصوف. وكانت منطقة «دوغه» أول محطة على طريق القوافل الرومانية الرابط بين لبدة وقابس بتونس.
كما اشتهرت ترهونة بمصانع إنتاج الفخار، وما زالت مصلحة الآثار تحتفظ بعدد من نماذج أفران حرق الفخار الرومانية حتى الآن [ انظر الرابط بالأسفل ]. بسبب حدوث اضطرابات وقلاقل أواخر العصر الروماني تدهور الوضع الاقتصادي.
توجد بترهونة فروع لمعظم المصارف التجارية العاملة بالبلاد كمصرف الجمهورية، المصرف التجاري، المصرف العقاري، المصرف الزراعي، مصرف الادخار ومصرف المتوسط.

### الأسواق
نظرا لكثرة سكان ترهونة فإن الأسواق الشعبية تكاد تكون كل يوم فيها مثل سوق السبت في أولاد علي والداوون والأحد في ترهونة المركز وسوق الأحد قديما وسوق الإثنين في ترهونة المركز كذلك وسوق الثلاثاء في سيدي الصيد وسوق الأربعاء في الخضراء وسوق الخميس في سوق الخميس امسيحل وسوق الجمعة في مجى وسوق آخر في العواتة في نفس اليوم وكلها تتداول بيع الأغنام والخضار ومختلف المتطلبات اليومية.
في بداية الثمانينات أنشئت بعض مراكز التسوق «الأسواق المجمعة Malls» مثل سوق 28 مارس بترهونة والسوق المجمع بالداوون وسوق الجمعة المصابحة.

### الصناعة
تشتهر ترهونة بالمحاجر وكسارات الصخور لإنتاج الركام، كما توجد بترهونة محطة لتربية السلالات المحسنة من الدواجن ومحطة أبقار إنتاج اللبن. يوجد أيضًا مصنع لصناعة ملابس الأطفال والملابس التقليدية أنشئ في الثمانينيات ومصنع آخر لصناعة الأحذية. كما تعتبر ترهونة أهم منتج للصوف في المنطقة الغربية من البلاد، والذي يسوق إلى بني وليد المجاورة حيث أقيم مجمع مصانع المفروشات والغزل والنسيج. كما يوجد عدد كبير من ورش الحرف كالحدادة والنجارة وأعمال الألمنيوم والزجاج والتغليف الخ. وعدد كبير من معاصر الزيت الحديثة.

## السكان

### إعادة توزيع السكان
مع بدايات الهجرات العربية تغيرت التركيبة السكانية وأصبح السكان يتوزعون بين (بدو) و (ريفيون) و (حضر). والبعض موجودين في بمدينة طرابلس ومنهم من استوطن في المنطقة الشرقية والجنوب الليبي.

## تاريخ

### الاحتلال الإيطالي
عندما احتل الطليان المنطقة صادروا أغلب الأراضي الخصبة التي استوطنها الرومان في مراحل تاريخية سابقة وقامت شركات حكومية إيطالية بضخ استثمارت في القطاع الزراعي وتحول معظم السكان من حياة البدو إلى الإستقرار وزراعة الأرض. فعرفت المنطقة بإنتاج زيت الزيتون، الفواكه والحبوب والإنتاج الحيواني. كما كانت جبال ترهونة مصدرًا لإنتاج نبات الحلفا "Sparto grass". والتي كانت معده للتصدير لإنتاج أجود أنواع الورق.

### البدو الرحل
منذ الخمسينيات لم يعد في ترهونة بدو رحل، إلا أنهم لم يتركوا حرفة الرعي وقد استعملوا الرعاة المستأجرين من دول الجوار الأفارقة، وقد استبدلت الإبل بسيارات النقل الخفيف وحديثا السيارات الطاوية، وقد رحل هؤلاء البدو إلى المناطق الزراعية القريبة من مدينة ترهونة التي كانت تسمى (البويرات) أو (ترهونة السوق) كما لا يزال يسميها كبار السن، وبهذا استقر هؤلاء البدو وتحولوا إلى الزراعة، وقد سكنوا المناطق القريبة من الخدمات وذلك لتعليم أبنائهم وتوظيفهم وقد استقروا في أراضيهم الواقعة خارج مخططات مشروعات الدولة التنموية الزراعية، فيما يمارس الريفيين الذين كانوا بدوا بدورهم في أراضي مشروعات الدولة الزراعية كمشروع سيدي الصيد وفم ملغة والعربان والمزارع الإيطالية المستردة يمارسون أنشطة زراعية أهمها زراعة الزيتون واللوز والعنب والتين، وهذا منتشر في المناطق الزراعية الخصبة التي كان يسكنها المستعمرون الإيطاليون وقت الاحتلال، إلا هؤلاء الريفيون وللأسف لم يتركوا مهنة الرعي البدوية والتي كانت ممنوعة في وقت الاحتلال الإيطالي حماية للمنطقة الزراعية الخصبة المتميزة في ترهونة والتي لا يزال يفسدها هؤلاء الريفيون بالرعي داخل المزارع ولم تضع الدولة أية حدود لهذا الإفساد الجائر لمزارع الزيتون واللوز الخصيبة، أما الحضر فهم قلة ولكنهم آخذون في التزايد بشكل مضطرد ومرة أخرى على حساب المنطقة الزراعية الخصبة جدا والغنية بالمياه وهي البويرات إذ أن انتشار المخططات العشوائية غير المنظمة على حساب الغطاء الزراعي الهائل من أشجار الزيتون المنتجة والمعمرة والجميلة التي يلاحظ انتشار سرطان المباني القبيحة غير المصممة وهي تلتهم المنطقة الخضراء المحيطة بالبويرات (ترهونة المدينة).
توزيع السكان في ترهونة كالآتي من الغرب منطقة أبيار مجي ومنها قبيلة أولاد معرف وعائلة الجائر المعرفي - من الشرق-المهادي بالقصيعة والفرجان وأولاد أحمد بالداوون -أولاد سيدي معمر الطرشان ومرغنة والعوامر شمال وغربي الدوون- الهماملة والنفاشة والبركات والرحايمية والعبانات والعواسة والحبشي والمساعيد والصوالحية بمنطقة الخضراء. أما المنطقة الواقعة بين الخضراء وترهونة فيها خليط قبيلة الساده الكوانين الشرفاء -النعاعجة-أولاد ترهون- اقديرات- أجلاص- دوائم الغالبية- عواسة أبناء المريض- شفاترة- مزاوغة أولاد أحمد-مارغنة الكلاشات-السموعات.

### السيطرة على ترهونة
في 5 يونيو 2020، أعلنت حكومة الوفاق الوطني الليبية المعترف بها من قبل الأمم المتحدة، سيطرتها على ترهونة والتي كانت تعد آخر معاقل قوات شرق ليبيا بقيادة خليفة حفتر في الغرب.

## السياحة
تضم ترهونة عدد من المعالم السياحية، رغم إهمال الدولة لقطاع السياحة بوجه عام. توجد بترهونة العديد من مواقع المستوطنات الرومانية التي لم يتم مسحها. كما تتعرض العديد من المواقع الأثرية للعبث ولم تجري حفريات في أي من المواقع المكتشفة.
يوجد عدد من القصور والفيلات الرومانية مثل: قصور دوغه وتشمل: "قصر بورمزه وقصر سنام وقصر فصغه وقصر سلمي قصر دهميش وقصر دوغه بمدينة دوغه"[انظر الرابط ادناه]. وقصر ترهونة" بترهونه المركز. و"قصور ترغلات" بوادي ترغلات. ووادي المنشي نزلة الحبشي المشهورة بالعنب المسكي واللوز بمنطقة الخضراء، وقصر الزقوزية وقصر العيساوي وقصر الداوون بمنطقة الداوون. وقصر حنيش بوشتاته. كما اكتشفت أرضيات موازيك ومصانع فخار وعدد من المقتنيات الأثرية.
كما توجد بالمدينة أيضا معابد قديمة كمعبد «آمون» وتوجد آثار كنيسة قديمة ترجع للعهد البيزنطي، كما توجد كنيسة أخرى كاثوليكية ما زالت قائمة بالخضراء ترجع للعهد الإيطالي، وتوجد مقبرة يهودية للطائفة اليهودية التي نزلت بالمدينة بعد استيلاء الأسبان على الأندلس وعاشت بها حتى خمسينات القرن الماضي.
توجد بالمدينة أيضا منحوتات جدارية علي الصخور لحيوانات ليبية قديمة ترجع لفترة ما قبل التاريخ [انظر الرابط ]، كما اكتشفت بترهونه عدد من النقوش والكتابات الأثرية كما في موقع عين ويف Thendassa وموقع رأس الحداجية. كما توجد أعداد كبيرة من الكهوف والمنازل المنحوتة في الجبال كمساكن للإنسان الليبي القديم لفترات ترجع إلى ما قبل التاريخ. توجد أيضًا منتزهات قديمة مثل منتزه الشرشاره، توجد عدد من العيون الطبيعية مثل عيون دوغة والقومن وعين زينب وعين ميلاد وعين ويف وعيون الشرشاره (التي يوجد بها المسبح التركي)، إلا أن منح تراخيص حفر الآبار حول هذه العيون أدى إلى تجفيف بعضها.
توجد أيضًا في ترهونة آبار رومانية قديمة وهي فريدة من نوعها تعرف بالسانية منها سانية الرمادية «بالمنيزله- قرب دوغه» وسانية عيسي علي طريق الخضراء، وسانيه أخرى شمال قرية أبيار مجي، وهي آبار إسطوانية الشكل بعمق يزيد عن 30 م تقريبًا وقطر يزيد عن 2 أمتار وجوانبها مرصعة بأحجار كبيرة بيضاء لا يفصلها ملاط [انظر الرابط] وتلحق بها سواقي منحوتة من الحجارة الكبيرة. توجد أيضا مزارات شعبيه قديمة لأولياء صالحين منها مزار معمر ومزار إبراهيم ومزار الحجرة ومزار بريش وغيرها.
هذا إلى جانب المستوطنات الإيطالية المليئة بأشجار الزيتون والتي تمتد من مجى غربا إلى مسلاتة شرقا. والبنايات التي أسست قبل الحرب العالمية الثانية حيث يزيد عددها عن الألف بناية فعلي الطريق الواصل بين ترهونة والخضراء وحدها أقيمت عام 1938م أكثر من 230 مزرعة نموذجية مساحة 50 هكتار بكامل المنشآت والمرافق لكل منها. أثناء الحرب العالمية الثانية تم تأسيس أول محطة إرسال للراديو سنة 1945م في أعلى نقطة ارتفاع عن سطح البحر 500م بمنطقة المنيزلة.

## رقم قياسي
يوجد أيضًا في ترهونة عدد هائل من معاصر الزيتون العتيق، ففي منطقة الخضراء والداوون فقط ومن خلال رحلتين كشفيتين فقط اكتشف [Childhood 1951، oats 1954] أكثر من 262 معصرة زيتون رومانية وهو ما يفوق ضعف عدد المعاصر المكتشفة في شمال أفريقيا [Childhood 1951] بالإضافة إلى اللوز والعنب والتين (الكرموس) والشعير والغنم.

## البنية التحتية
رغم تنوع معالم الجذب السياحي والتاريخ العريق لهذه المدينة ذات الطابع الريفي، إلا أنها ما زالت تفتقر للبنية التحتية المطلوبة للنشاط السياحي. مثل الفنادق وبيوت الضيافة والمطاعم ومحلات المقتنيات، المهرجانات السياحية، المتاحف، المحميات الطبيعية وغيرها من المنشآت الضرورية لتفعيل النشاط السياحي. حاليا لا توجد أي فنادق في المدينة، رغم وجود فندق في الشرشاره في العهد الإيطالي. علماً أن ترهونة من المناطق المرغوبة للبناء والتطوير من الجادين.

### الرياضة
تأسست بترهونة نوادي عريقة ترجع لخمسينيات القرن العشرين، مثل نادي الأمل ثم نادي الشبيبة وكان نادي الأمل من الأندية القوية في الستينيات.
في العام 1984م تم إنشاء الساحة الشعبية بترهونة، حيث نقل مقر نادي الأمل وخصصت أراضي النادي القديمة لإنشاء سوق استثماري إلا أن السوق لم يكتمل بسبب الاختلاس فتراجع النادي في السنوات الأخيرة. ومن أبناء ترهونة البارزين في الرياضة الليبية: نادر الترهوني (كابتن سابق للمنتخب وفريق الاتحاد) وخالد حسين (كابتن فريق النصر) وأكرم عياد وهشام شعبان وأسامة الحمادي (كابتن سابق للمنتخب وفريق الاتحاد) وأكرم المالي واللاعب حسن الفرجاني. ومن مشاهيرها الرياضيين القدامى نوري الترهوني كابتن المنتخب والاتحاد في الستينيات ورئيس سابق لاتحاد الكرة، وعز الدين إبراهيم الترهوني لاعب للأهلي في الستينات، وفرج البراني الترهوني لاعب سابق ورئيس نادي المختار بطبرق وعلي زايد البركي رئيس سابق لنادي الشرارة سبها، والهادي الترهوني لاعب سابق وعضو مؤسس لنادي الشوري بزليتن واللاعب علي الزقوزي وهو أول لاعب ليبي يحترف كره القدم،[بحاجة لمصدر] وكان ذلك في تونس وهو اللاعب الوحيد على مستوى العالم تقريبًا الذي حمل شارة القيادة لمنتخبين فقد حمل شارة القيادة لمنتخب ليبيا، وكذلك لمنتخب تونس في الستينيات وتم تكريمه بتسمية ملعب فريق الاتحاد باسمه تقديراً لعطائه.[بحاجة لمصدر]

## أهم قرى مدينة ترهونة
- منطقة الكوانين الشرفاء (حيث تظم قبيلة الكوانين وعليها تمت تسميت المنطقة والشفاتره والدوائم الثامنه وأولاد ترهون)
- قبيلة العبانات
- عبانات عبورة
- منطقة ترهونة المركز الجامع العتيق
- منطقة منطقة الداوون
- منطقة الخضراء
- منطقة وادي المنشئ نزلة آل الحبشي
- منطقة القصيعة
- منطقة العزيب
- منطقة القومن
- منطقة مدينة دوغه (أطلال مدينة رومانية)
- منطقة سيدي معمر
- منطقة الدخيلة
- منطقة التلة
- منطقة سوق الجمعة المصابحة
- منطقة الصوالح (بالقرب من وادي الحسي بين مثلث الحواتم ومنطقة السوينية)
- منطقة الحواتم
- قرية سيدى امحمد بن أبوزيد (قرية مطلة على سوق الأحد)
- الشرشاره (منتزه ومسقط مائي طبيعي) سيتم ترميمها من جديد من قبل مصرف الادخار فرع ترهونه لجلب السياح من جميع ربوع ليبيا
- منطقة ترغلات نزلة العواسة وأولاد حمد
- منطقة سيدي الصيد (العبارات، أولاد يوسف، المقاقرة، أولاد علي، البركات)
- منطقة أولاد بوزيد (البوزيدي)
- منطقة سوق الأحد الكوانين
- منطقة سيدي الصيد المزاوغة
- منطقة العربان
- منطقة وشتاته
- منطقة المزاوغة سيدب دخيل
- منطقة ساقية الدفان
- منطقة أبيار مجي
- منطقة الشويرف
- منطقة فم ملغة قبيلة السموعي
- منطقة القراقطة
- منطقة المصابحة
- منطقة الكوانين الشرفاء الظاهر
- منطقة العرابيين
- منطقة البركات
- منطقة وادي اوعيني (البركات)
- منطقة الشهوبيون
- منطقة النعاعجة
- منطقة الغرارات العليا
- منطقة الغرارات السفلى
- منطقة العوامر
- منطقة الطرشان
- منطقة الهماملة
- منطقة القواسم.
- منطقة قرارة الفرجان

## شخصيات من ترهونة
في العصر الحديث برزت بعض القيادات من المدينة بسبب الأحداث التاريخية التي عاصرتها ودورها فيها ومن هذه الأسماء:
- الوالي الشريف ابراهيم الشارف الكانوني وهو جد قبيلة السادة الكوانين الشرفاء حاكم ترهونة السابق حيث تم تعيينه حاكم لترهونة بعد ان نجح في احلال السلام بين القبائل العربية عام 905هجري ومن ثماء حكهما لحين وفاته وقد كان له دور كبير دخل ترهونة على الصعيد العسكري والمعيشي فقد كان يحمي جميع القوافل التجارية من النهب والسراقة حتا اصبحت ترهونة في عهده مقصد للتجارة من كل المناطق المجاورة لها ومن ابرز ما قال عند دخوله ارض المعركة في حرب القبائل العربية {فانصروني فانظروا من انا ثم اعاتبوا انفسكم بما فعلتم وتتقاتلون فيما بينكم وانتم مسلمون} والى الان تتذكر مدينه ترهونه هذا الرجل الصالح الذي اصلاح فيها بين العرب والمسلمين.
- «محمد عبد الرحمن سويدان الحاتمي»: ولد بقرية الحواتم قرب الشرشاره، بطل معركة الشقيقة، وهي أثقل هزيمة تكبدها جيش الاحتلال من حيث الخسائر في الأرواح طوال فترة احتلال ليبيا[بحاجة لمصدر]. تسبب محمد عبد الرحمن سويدان في هزيمة نكراء للجيش الإيطالي بترهونة أدت إلى طردهم منها عام 1915م. ومع تزامن وصول الحزب الفاشيستي إلى الحكم في إيطاليا، انعكس التغيير على الأحوال في المستعمرات الإيطالية، فعاد الجيش الإيطالي لاحتلال المنطقة من جديد عام 1922م. وأصبح محمد عبد الرحمن سويدان المطلوب الأول وتم القبض عليه وأُعدم شنقا سنة 1923م في ساحة المدينة قبالة المسجد الأثري وتخليدا لذكراه ولشهداء لتلك المعركة، ينتصب في مكان إعدامه اليوم النصب التذكاري [انظر الرابط] لشهداء تلك المعركة الخالدة.

- «أحمد بك المريض»: رئيس مجلس شورى الجمهورية الطرابلسية 1918-1923، أحد أبناء المدينة وأحد القادة السياسيين البارزين في حركة الجهاد، ربطته علاقة ممتازة بقيادات الجهاد الميدانيين فاستطاعوا جعل ترهونة ومسلاته ثقل عسكري كبير. وهو أحد القادة الأربعة المعروفين (أحمد بك المريض، رمضان السويحلي، سليمان الباروني، عبد النبي بلخير المؤسسين للجمهورية الطرابلسية) التي تأسست في اجتماع مسلاته في 16 نوفمبر 1918م، ثم بعد انقسام الصف الداخلي واستشهاد المجاهد رمضان السويحلي قاد المجاهد أحمد المريض حركة توحيد الصف من جديد وانتخب رئيسا للجنة التصحيح المركزية 1920-1923. بعد انتصار الحزب الفاشي أعاد الطليان تنظيم صفوفهم والتجهيز لاستكمال احتلال ليبيا، وقد عين والي مدينة ترهونة لأكثر من خمس سنوات.

- «المبـروك المنتصر»: أحد زعماء الجهاد الليبي، ولد بمنطقة سوق الأحد بترهونة وأصبح أحد قادة الجهاد البارزين منذ بداية الغزو. قاد مجاهدي المناطق الغربية من ترهونة في معارك شارع الشط وعين زاره وبئر ترفاس خلال 1911-1912، وكانت جيوش المجاهدين في هذه المعارك تتألف من مجاهدي تاجوراء بقيادة علي تنتوش وشرق ترهونة ومسلاته بقيادة أحمد المريض إلي جانب ما تبقى من القوات العثمانية في طرابلس وقد حققوا انتصارات مهمة إلا أن الفارق في التسليح قد حسم احتلال طرابلس سنة 1912م.

- «عبد الصمد النعاس»، كان ممثلاً لترهونة، عضوا في مجلس شورى الجمهورية الطرابلسية التي تأسست عام 1918.

- «علي بن سعيد القرقوطي» بطل معركة السواني وقائد محلة القراقطة حيث قام بفك قضبان سكة الحديد التي كانت ستأتي عليها إمدادات الطليان من الجنود والعتاد ونتج عن ذلك خروج عربات السكك الإيطالية عن مسارها وانقلابها وانقضاض المجاهدين على المحتلين في كمين محكم وتحقيق انتصار باهر في السواني.
- أفحيج الفرجاني بطل معارك في مقاومة الغزو الإيطالي في منطقة الداوون ويعتبر من المجاهدين الأبطال في وقته حيث ضرب به المثل الشعبي «تحساب روحك أفحيج» حيث قصته المعروفة

## وصلات خارجية
- ألبوم صور تاريخية لترهونة

- ألبوم صور للمناظر الطبيعية في ترهونة